# Volo TAROM 35
Il volo TAROM 35 era un volo di linea regionale operato da un Antonov An-24 dall'aeroporto internazionale Henri Coandă di Bucarest, capitale della Romania, all'aeroporto internazionale di Oradea. Il volo era operato dalla TAROM, la compagnia di bandiera della Romania. Il 4 febbraio 1970, l'Antonov An-24, registrato come YR-AMT, si schiantò contro una parete rocciosa nei pressi del monte Vlădeasa mentre si avvicinava all'aeroporto internazionale di Oradea.
Le indagini sull'incidente rivelarono che il comandante credeva di trovarsi sopra Oradea e cominciò a scendere nonostante la scarsa visibilità senza entrare in contatto con la torre di controllo del traffico aereo, mentre in realtà si trovava a oltre 70 chilometri dall'aeroporto, schiantandosi poco dopo. Ci fu un solo superstite.